# Spoorlijn Lille-Saint-Sauveur - Lille-Port-Vauban
De Spoorlijn Lille-Saint-Sauveur - Lille-Port-Vauban was een Franse spoorlijn in Rijsel. De lijn liep binnen de oude vestingwerken vanaf het goederenstation Saint-Saveur aan de oostkant van het centrum naar de haven van Port-Vauban aan de noordwestzijde van het centrum. De lijn was 6,0 km lang en heeft als lijnnummer 291 100.

## Geschiedenis
De lijn werd aangelegd door de Compagnie des chemins de fer du Nord en geopend op 5 april 1877. In 1953 werd de aansluiting in Saint-Saveur verlegd in oostelijke richting waardoor treinen niet langer kop hoefden te maken in Saint-Saveur. De lijn heeft dienstgedaan tot 1983 en is gesloten bij de opening van de raccordement du port fluvial van Lille. Op het tracé is gedeeltelijk de metro van Rijsel aangelegd tussen Porte de Valenciennes en Porte des Postes.

## Aansluitingen
In de volgende plaats was er een aansluiting op de volgende spoorlijn:
Lille-Saint-Saveur
RFN 277 100, raccordement van Saint-Saveur